# Ordo Templi Orientis

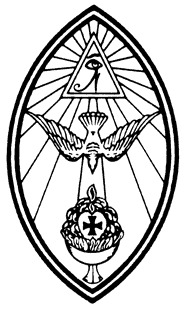
Emblema dell'Ordine creato da Aleister Crowley.

L'Ordo Templi Orientis (O.T.O.) (Ordine del Tempio d'Oriente) è un'organizzazione religiosa iniziatica internazionale fondata tra la fine del XIX e l'inizio del XX secolo. Detiene i diritti d'autore, letterari ed artistici, di alcune opere di Aleister Crowley.
L'O.T.O. comprende anche la Ecclesia Gnostica Catholica (E.G.C.) che è la ramificazione ecclesiastica dell'Ordine stesso. Il suo rito centrale e pubblico è chiamato Liber XV o Messa Gnostica.

## Storia
Dibattuto è il momento storico esatto della sua fondazione, si ritiene che le origini potrebbero risalire al 1895, quali espressioni delle correnti di pensiero di Karl Kellner un ricco industriale austriaco, insieme a Theodor Reuss e a Franz Hartmann, sulla falsariga dei nove livelli massonici e delle capillari confraternite ermetiche in tutta Europa.
In origine l'O.T.O. era destinata ad essere modellata e associata, con sei gradi iniziatici successivi, ai tre gradi simbolici della Massoneria. Tuttavia, sotto la guida di Aleister Crowley, l'O.T.O. fu poi riorganizzata intorno alla Legge di Thelema (i cui precetti fondamentali sono «Fai ciò che vuoi sarà tutta la Legge» e «Amore è la legge, amore sotto la volontà») promulgata da Crowley già nel 1904, con Il Libro della Legge. Nel 1979 è stata registrata come organizzazione religiosa no-profit nello Stato della California negli USA.

## Attività
Lo scopo dell'O.T.O. è di attuare e di promuovere le dottrine e le pratiche del sistema religioso e filosofico conosciuto come Thelema, riconoscendo particolare attenzione alla cura, tra gli altri, degli ideali della libertà individuale, dell'auto-disciplina, dell'auto-conoscenza, e della fratellanza universale; di preservare e far progredire i principi e gli insegnamenti, le tradizioni e i riti dell'Ordine.
L'OTO è aperto ad ogni uomo o donna della maggiore età, senza discriminanti razziali, religiose, politiche o legate a disabilità fisiche, in pieno rispetto dei Diritti dell'Uomo.